# Chiến tranh Nga – Ba Tư (1722–1723)
Chiến tranh Nga-Ba Tư giai đoạn 1722-1723, được sử sách nước Nga chép là Chiến dịch Ba Tư của vua Pyotr Đại đế, là một cuộc chiến tranh giữa Nga và Ba Tư (Iran), một cuộc chiến bị kích hoạt từ tham vọng của Nga hoàng trong việc mở rộng ảnh hưởng của Nga ở biển Caspi và khu vực Nam Kavkaz và để ngăn chặn đối thủ của Nga, Ottoman Thổ Nhĩ Kỳ giành được các lãnh thổ trong khu vực trong bối cảnh Safavid Ba Tư đang suy tàn.
Trước khi tiến hành chiến dịch, Peter I của Nga đã đảm bảo một liên minh với vua Gruzia Vakhtang VI của Kartli và với Catholicos của Armenia Asdvadzadur. Những nhà cầm quyền theo Công giáo này lúc đó đang tìm kiếm trợ giúp của Nga trong cuộc đấu tranh của họ chống lại hai thế lực cường quốc bành trướng Hồi giáo - Thổ Nhĩ Kỳ và Ba Tư.
Trong tháng 7 năm 1722, quân đội Nga và người Cossack với quân số khoảng 22.000, đã lên các tàu chiến mới được đóng Flotilla Caspi do đô đốc Fyodor Apraksin chỉ huy, xuất phát từ Astrakhan. Sau đó đã có thêm khoảng 22.000 kỵ binh và bộ binh Cossack từ Tsaritsyn. Ngày 23 tháng 8 năm1722, quân đội Nga chiếm Derbent ở miền nam Dagestan. Tuy nhiên, vào mùa thu năm đó bão trên biển Caspi buộc Peter Đại đế trở về Astrakhan Nga để lại đơn vị đồn trú tại Derbent và Svyatoy Krest. Trong tháng 9 năm 1722, Vakhtang VI đóng trại tại Ganja với quân đội Gruzia, Armenia 40.000 kết hợp tham gia đoàn quân tiến lên của Nga, nhưng sau khi nhận được tin tức về khởi hành Peter I của Tbilisi trở lại trong tháng 11.
Trong tháng 12 năm 1722 quân đội Nga và lực lượng hải quân, dưới sự chỉ huy của Thiếu tướng Mikhail Matyushkin đã chiếm được Rasht và trong tháng 7 năm 1723 đã chiếm được Baku. Việc thắng trận của Nga và cuộc xâm lược quân sự Thổ Nhĩ Kỳ đối với các lãnh thổ của Ba Tư ở Kavkaz phía Nam vào mùa xuân năm 1723 đã buộc chính phủ của Tahmasp II phải ký hòa ước Saint Petersburg nhượng các khu vực Derbent, Baku, và các tỉnh Ba Tư của Shirvan, Gilan, Mazandaran, và Astrabad cho Nga vào ngày 12 Tháng 9 năm 1723.
Năm 1735, vào đêm trước của cuộc chiến tranh Nga-Thổ Nhĩ Kỳ, chính phủ của Nữ hoàng Anna Ioannovna trả lại tất cả các vùng lãnh thổ trước đó sáp nhập cho Ba Tư như là một điều kiện tiên quyết để xây dựng một liên minh với Ba Tư chống lại Ottoman Thổ Nhĩ Kỳ.